# Hartwig Steenken

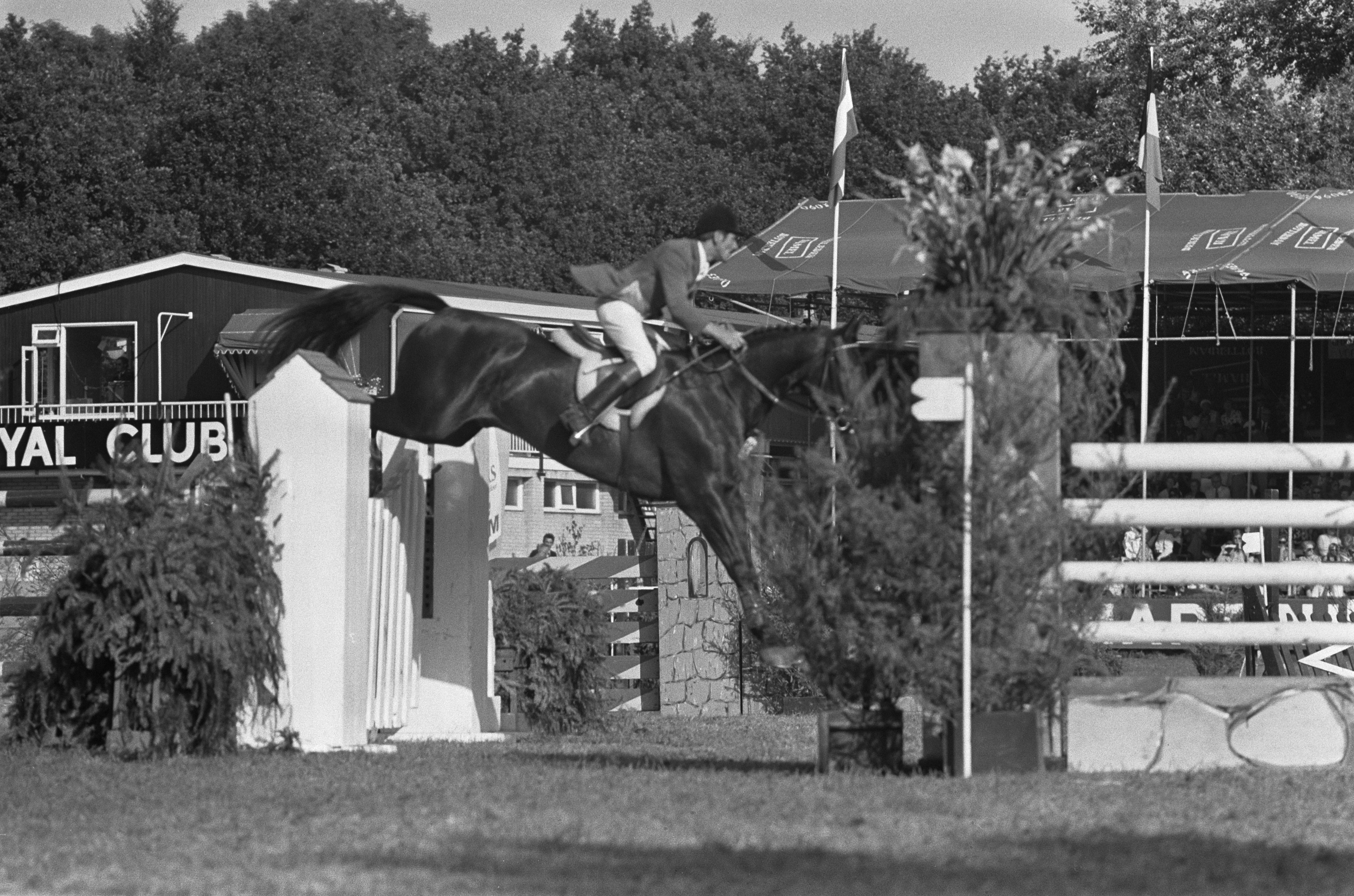
Hartwig Steenken (1973)

Hartwig Steenken (* 23. Juli 1941 in Twistringen; † 10. Januar 1978 in Hannover) war ein deutscher Springreiter.

## Leben
Er gilt noch heute als einer der besten Stilisten im Springsattel aller Zeiten. Seine größten Erfolge feierte er zusammen mit der Stute Simona († 1987), mit der er u. a. 1972 Olympiasieger und 1974 Weltmeister wurde. Er bildete einen dunkelbraunen Hannoveraner Wallach als Springpferd aus, der nach seinem Tod unter Paul Schockemöhle als Deister eines der erfolgreichsten Springpferde der Welt wurde.
Für seine reiterlichen Leistungen wurde er am 11. September 1972 mit dem Silbernen Lorbeerblatt ausgezeichnet.
Hartwig Steenken starb am 10. Januar 1978 auf der Intensivstation der Medizinischen Hochschule Hannover nach einem Autounfall.

## Erfolge
- Olympische Spiele
  - 1972 in München: Goldmedaille Mannschaft, auf Simona
- Weltmeisterschaften
  - 1974 in Hickstead: Goldmedaille Einzel auf Simona
- Europameisterschaften
  - 1971 in Aachen: Goldmedaille Einzel auf Simona
  - 1975 in München: Goldmedaille Mannschaft, Silbermedaille Einzel auf Erle
- weitere
  - dreimal Deutscher Meister (1969, 1970, 1973) jeweils auf Simona
  - 1973 Sieger des Deutschen Springderby in Hamburg auf Simona
  - 1974 Sieger des Deutschen Springderby in Hamburg auf Kosmos